# Камун, Махамат
Махамат Камун (фр. Mahamat Kamoun; род. 13 ноября 1961, Нделе, ЦАР) — политический и государственный деятель, премьер-министр Центральноафриканской Республики с 10 августа 2014 по 2 апреля 2016 года.

## Биография
Махамат Камун родился в 1961 году. По профессии — финансист. Занимал должность начальника казначейства при президенте Франсуа Бозизе, начальника штаба и специального советника президента ЦАР Мишеля Джотодии.

### Пост премьер-министра
10 августа на пост премьер-министра ЦАР вместо Андре Нзапэике, ушедшего в отставку 5 августа, президент Катрин Самба-Панза назначила Махамата Камуна, что, согласно указу, зачитанном на государственном радио может стать возможностью для урегулирования религиозного и национального конфликта в стране и попытаться «удержать хрупкое перемирие враждующих в стране группировок».
В период с декабря 2015 по февраль 2016 года отвечал за проведение президентских выборов, за месяц до начала которых ввёл комендантский час в ночное время на фоне роста напряженности и насилия в Банги. После выборов, 2 апреля 2016 года вновь избранный президент Фостен-Арканж Туадера принял отставку Камуна и назначил на пост премьер-министра Симплиса Саранджи.